# Limnephilus subcentralis
Limnephilus subcentralis är en nattsländeart som beskrevs av Brauer 1857. Limnephilus subcentralis ingår i släktet Limnephilus och familjen husmasknattsländor. Arten är reproducerande i Sverige. Inga underarter finns listade i Catalogue of Life.